# Compasso d'Oro
Compasso d'Oro är namnet på ett pris för industridesign grundat i Italien, 1954.

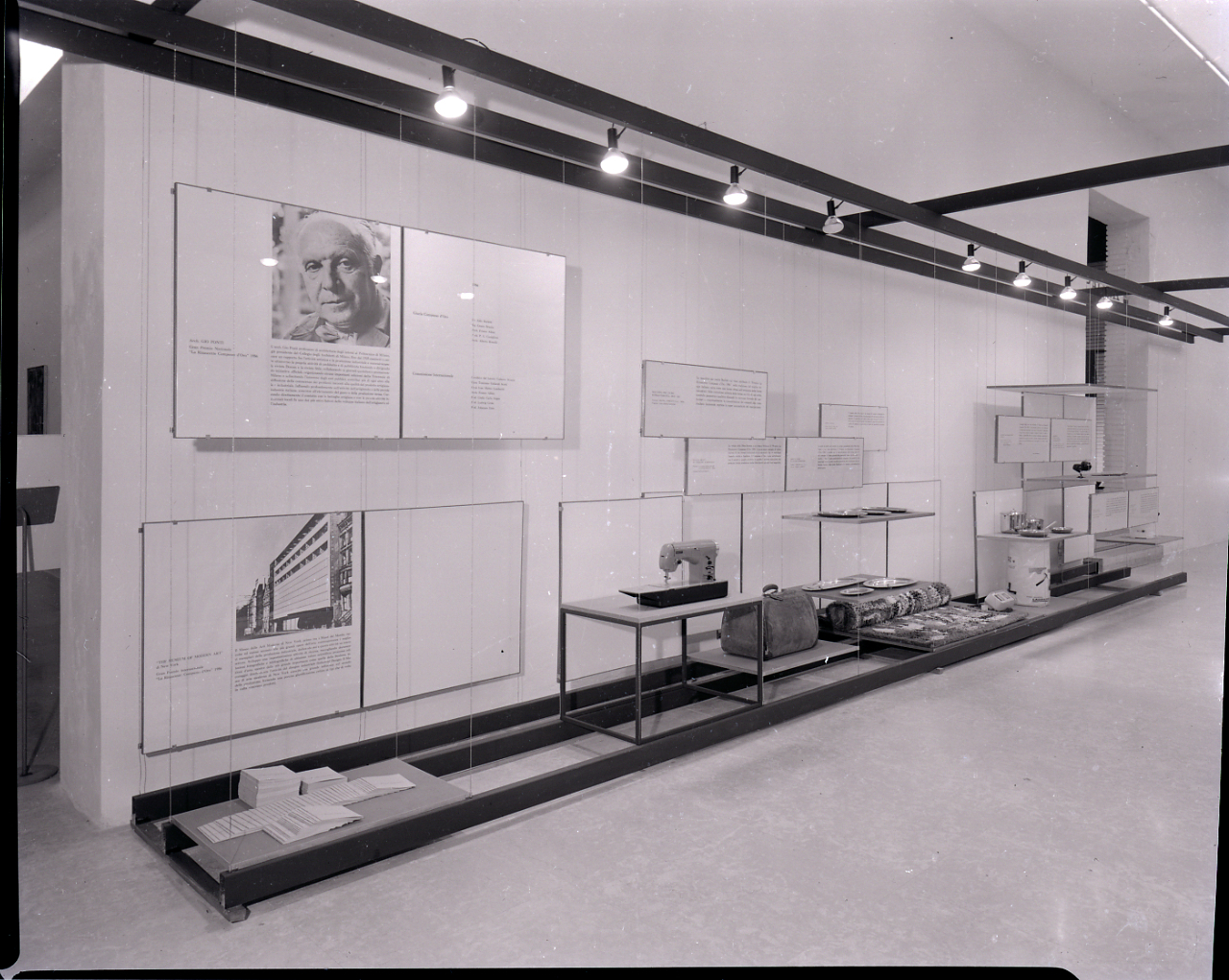
La Rinascente pris Compasso d'Oro för produktens estetiska egenskaper, III upplagan, Milano 1956. Exponeringen mot föremålen som deltar i tävlingen.

## Historia
Det var företaget La Rinascente som ursprungligen skapade priset utifrån en idé av Gio Ponti och Alberto Rosselli.  Sedan år 1964 har Associazione per il Disegno Industriale (ADI) hanterat bedömning och utdelning av priset. Priset är den första och mest erkända utmärkelsen inom området. Syftet med priset är att ge erkännande och främja kvaliteten inom det industriella området för produkter som skapas i Italien. Castiglioni-bröderna bidrog till grundandet av ADI och Compasso d’Oro utmärkelsen. Enzo Mari var president över ADI mellan 1976 och 1979.

## Lista över Compasso d'Oro-utmärkelser
|      | År   | Jury | Bidrag | ADI president                    | Vinnare |
| ---- | ---- | --- | ------ | -------------------------------- | ------- |
| 1:a  | 1954 | Aldo Bassetti, Cesare Brustio, Gio Ponti, Alberto Rosselli, Marco Zanuso | 5700   |                                  | 15      |
| 2:a  | 1955 | Aldo Bassetti, Cesare Brustio, E. N. Rogers, Alberto Rosselli, Marco Zanuso | 1300   |                                  | 12      |
| 3:e  | 1956 | Aldo Bassetti, Cesare Brustio, Franco Albini, Pier Giacomo Castiglioni, Alberto Rosselli | 1450   | Alberto Rosselli (ADI grundades) | 9       |
| 4:e  | 1957 | Aldo Bassetti, Cesare Brustio, Franco Albini, Pier Giacomo Castiglioni, Ignazio Gardella | 1200   | Giulio Castelli                  | 5       |
| 5:e  | 1959 | Bruno Alfieri, Vico Magistretti, Giulio Minoletti, Augusto Morello, Giovanni Romano | 1200   | Livio Castiglioni                | 6       |
| 6:e  | 1960 | Ludovico Belgiojoso, Vico Magistretti, Augusto Magnaghi, Augusto Morello, Marco Zanuso | 800    | Franco Albini                    | 10      |
| 7:e  | 1962 | Giulio Castelli, Franco Momigliano, Augusto Morello, Bruno Munari, Gian Battista Pininfarina |        | Roberto Olivetti                 | 9       |
| 8:e  | 1964 | Massimo Vignelli, Dante Giacosa, Vittorio Gregotti, Augusto Morello, Bruno Munari, Gino Valle |        | Aldo Basetti                     | 6       |
| 9:e  | 1967 | Aldo Basetti, Felice Dessi, Gillo Dorfles, Tomás Maldonado, Edoardo Vittoria |        | Marco Zanuso                     | 13      |
| 10:e | 1970 | Francesco Mazzucca, Franco Albini, Jean Baudrillard, Achille Castiglioni, Federico Correa, Vittorio Gregotti, Roberto Guiducci, Albe Steiner                                                          |        | Anna Castelli Ferrieri           | 10      |
| 11:e | 1979 | Angelo Cortesi, Gillo Dorfles, Augusto Morello, Arthur Pulos, Yuri Soloviev | 1167   | Enzo Mari                        | 39      |
| 12:e | 1981 | François Barrè, Cesare De Seta, Martin Kelm, Ugo La Pietra, Pierluigi Spadolini |        | Rodolfo Bonetto                  | 16      |
| 13:e | 1984 | Cino Boeri, Douglas Kelley, Antti Nurmesniemi, Giotto Stoppino, Bruno Zevi |        | Giotto Stoppino                  | 11      |
| 14:e | 1987 | Angelo Cortesi, Rodolfo Bonetto, Marino Marini, Cara Mc Carty, Philippe Starck |        | Angelo Cortesi                   | 16      |
| 15:e | 1989 | Pierliugi Molinari, Fredrik Wildhagen, Hans Wichmann, Cesare Stevan, Tomás Maldonado |        | Pierlugi Molinari                | 12      |
| 16:e | 1991 | Silvio Ceccato, Marcello Inghilesi, Victor Margolin, Pierlugi Molinari, Antti Nurmesniemi |        | Angelo Cortesi                   | 14      |
| 17:e | 1994 | Dante Giacosa, Vittoriano Viganò, Giovanni Anceschi, Paola Antonelli, Uta Brandes, Jacob Gantenbein, Marja Heemskerk, Vittorio Magnago Lampugnani, Marco Migliari, Gianemiglio Monti, Mario Trimarchi |        | Augusto Morello                  | 13      |
| 18:e | 1998 | Achille Castiglioni, Giuseppe De Rita, Marianne Frandsen, Fritz Frenkler, Sadik Karamustafa, Tomás Maldonado, Marco Zanuso                                                                            |        | Augusto Morello                  | 15      |
| 19:e | 2001 | Marie-Laure Jousset, Filippo Alison, François Burkhardt, Omar Calabrese, Francisco Jarauta, Maurizio Morgantini, Erik Spiekermann                                                                     |        | Giancarlo Iliprandi              | 13      |
| 20:e | 2004 | Tomas Maldonado, Fulya Erdemci, Robert Fitzpatrick, Yutaka Mino, Pietro Petraroia, Richard Sapper, Angela Schönberger, Tomàš Vlček                                                                    |        | Carlo Forcolini                  | 16      |

## Designers som har vunnit Compasso d'Oro
| Designer           | Nationalitet | årtal                    | Producent                   | Objekt                            |  |
| ------------------ | ------------ | ------------------------ | --------------------------- | --------------------------------- |  |
| Bruno Munari       | Italien      | 1954 1955 1979           | Robots, Zani & Zani, Pigoma | Zizi, Abitacolo, Ice bucket "TMT" |  |
| Kaj Franck         | Finland      | 1957                     |                             | Career                            |  |
| Emilio Ambasz      | Argentina    | 1991                     |                             | Qualis Chairs                     |  |
| Mario Bellini      | Italien      | 1962 1964 1970 1979 2001 | Olivetti                    | Divisumma 18                      |  |
| Philippe Starck    | Frankrike    | 2001                     | Kartell                     |                                   |  |
| Joe Cesare Colombo | Italien      | 1967 1970                | Kartell                     |                                   |  |
| Marco Zanuso       | Italien      | 1979                     | Vortice, Italien            | Ariante (fläkt)                   |  |
| Gino Colombini     | Italien      | 1955                     | Kartell                     | Trashcan                          |  |
| George Sowden      | England      | 1991                     | Olivetti                    | Fax OFX420                        |  |
| Konstantin Grcic   | Tyskland     | 2001                     | Flos                        | Mayday (lampa)                    |  |
| Harri Koskinen     | Finland      | 2004                     |                             | Muu (stol)                        |  |
| Eero Aarnio        | Finland      | 2008                     | Magis                       | Trioli (barnstol)                 |  |
| Daniel Rybakken    | Norge        | 2014                     | Luceplan                    | Motvikt (lampa)                   |  |
| Marc Sadler        | Frankrike    | 2001                     | Foscarini                   | Lite, Mite (lampor)               |  |

En del av de vinnande produkterna från 1956 till 1960
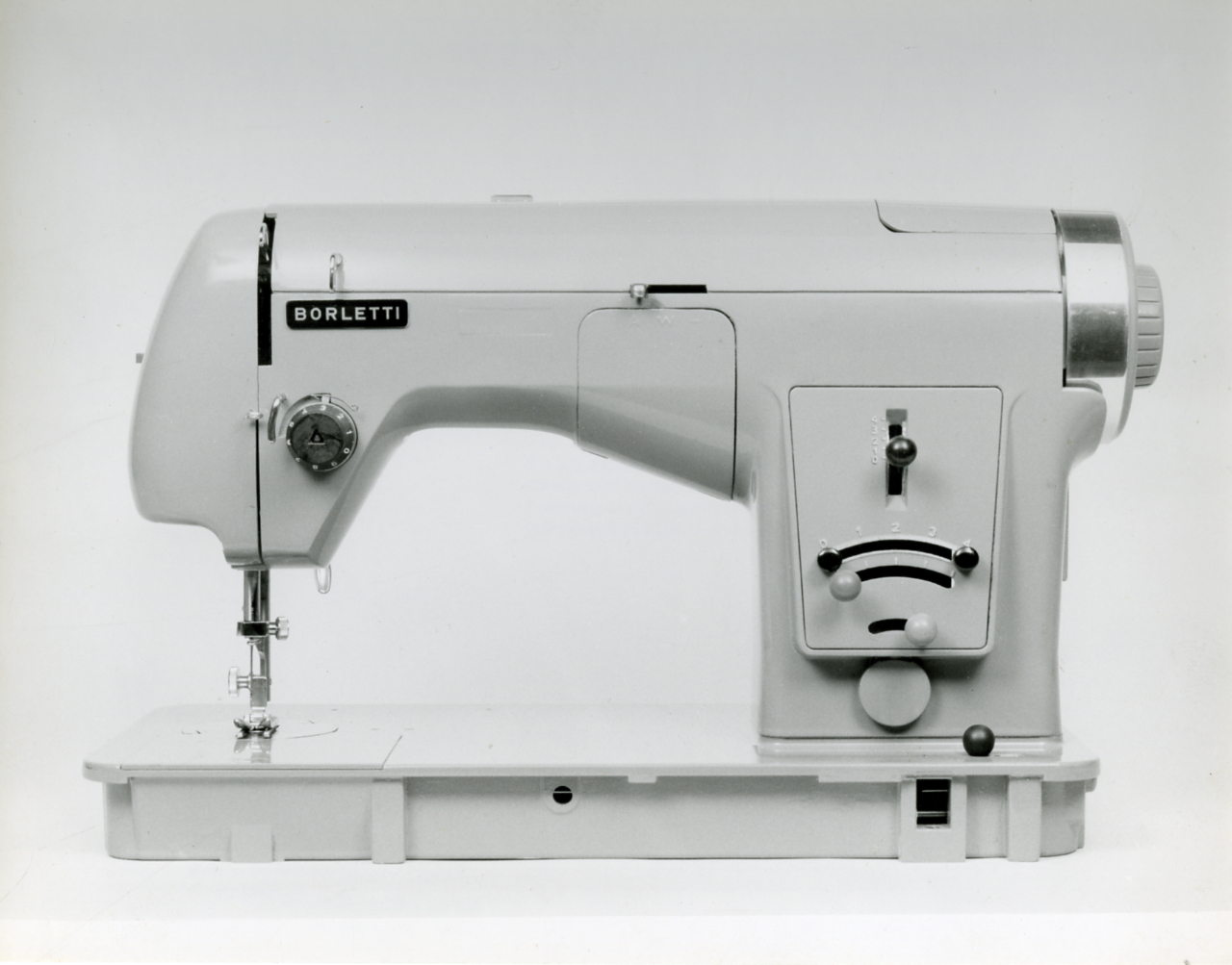
Superautomatisk symaskin modell 1102 designad av Marco Zanuso (Fratelli Borletti)
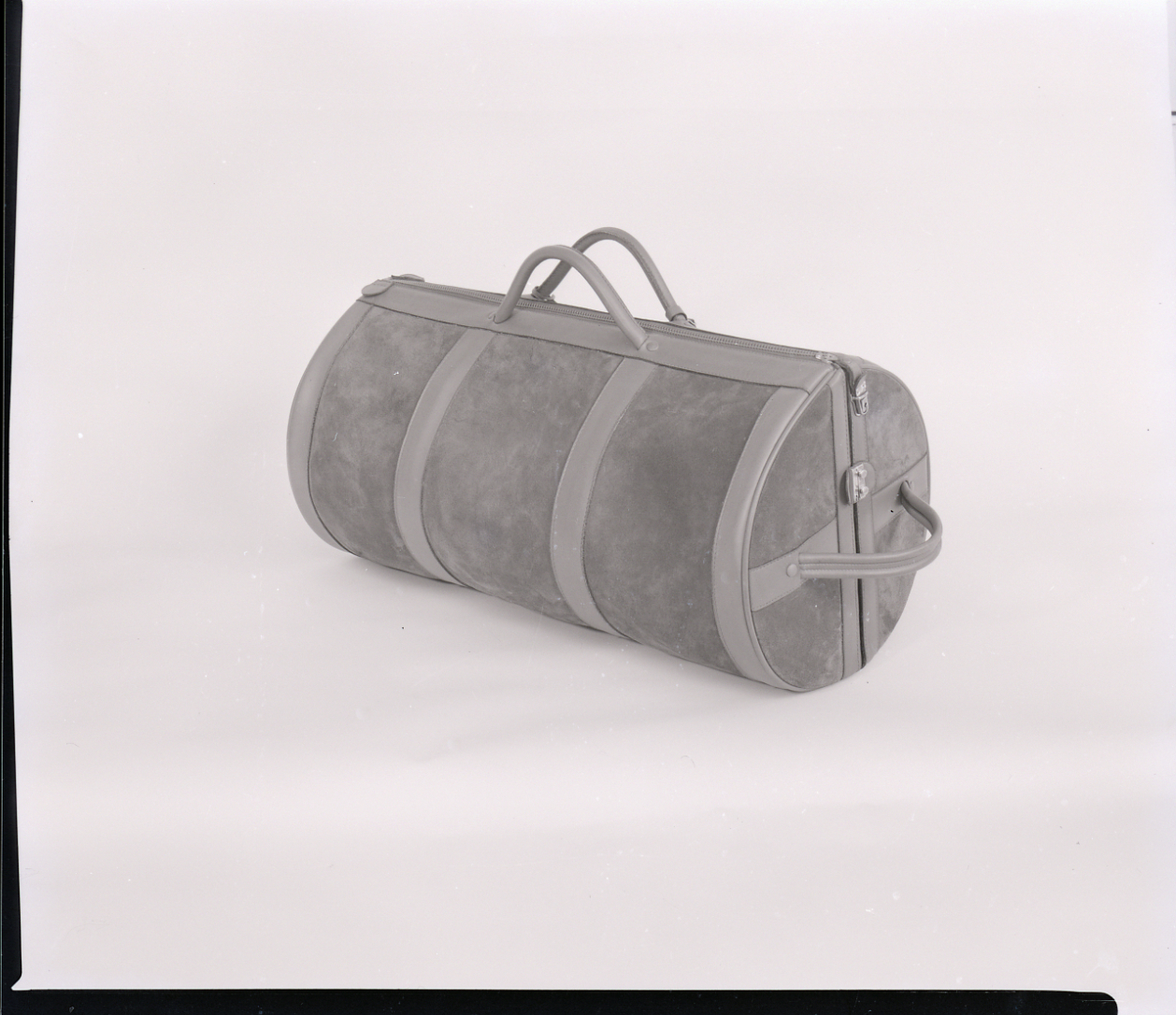
Resväska Arcata designad av företaget Beretta, Milano.
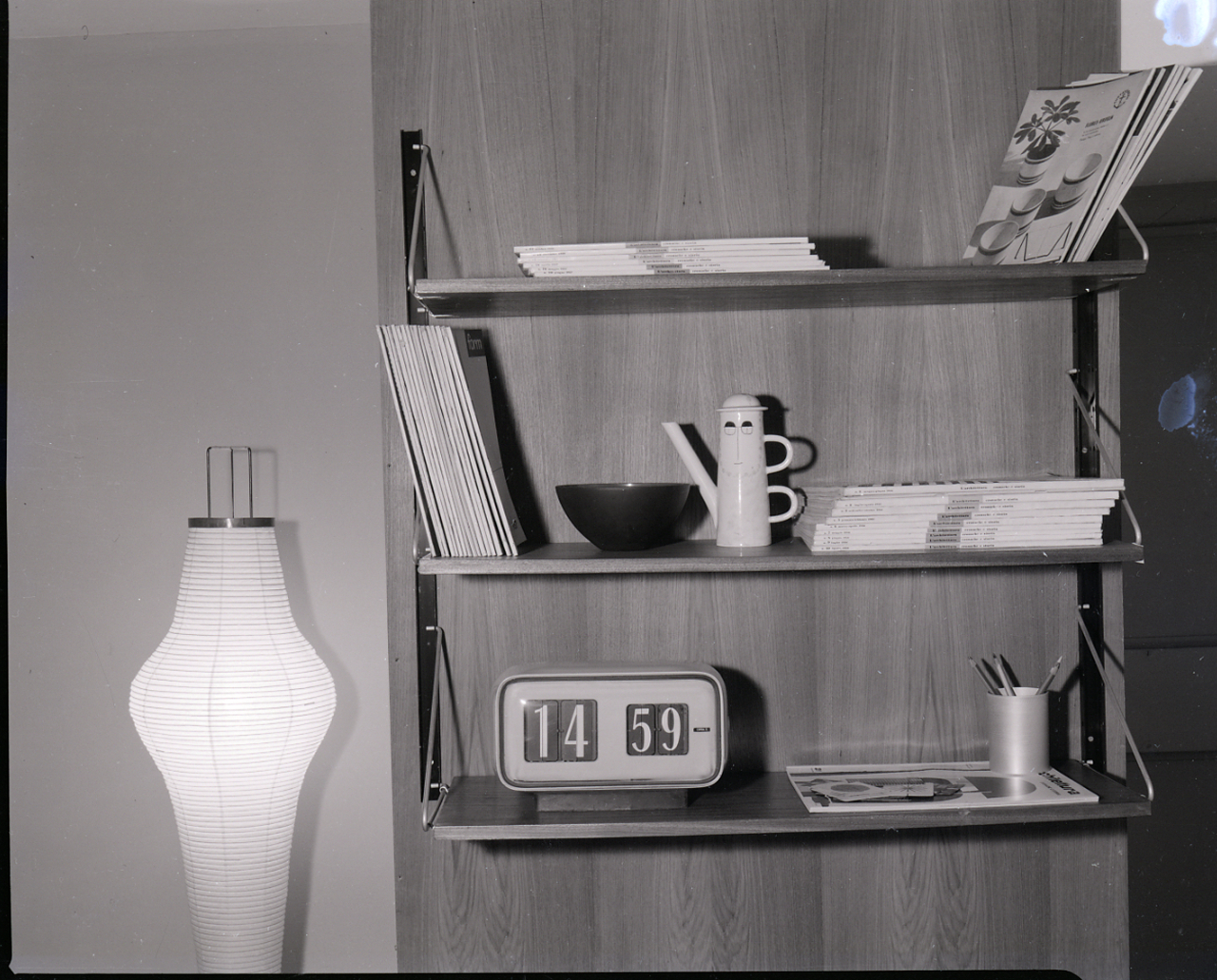
På hyllan: elektromekanisk klocka Cifra 5 (R.E.C. Solari, Udine)
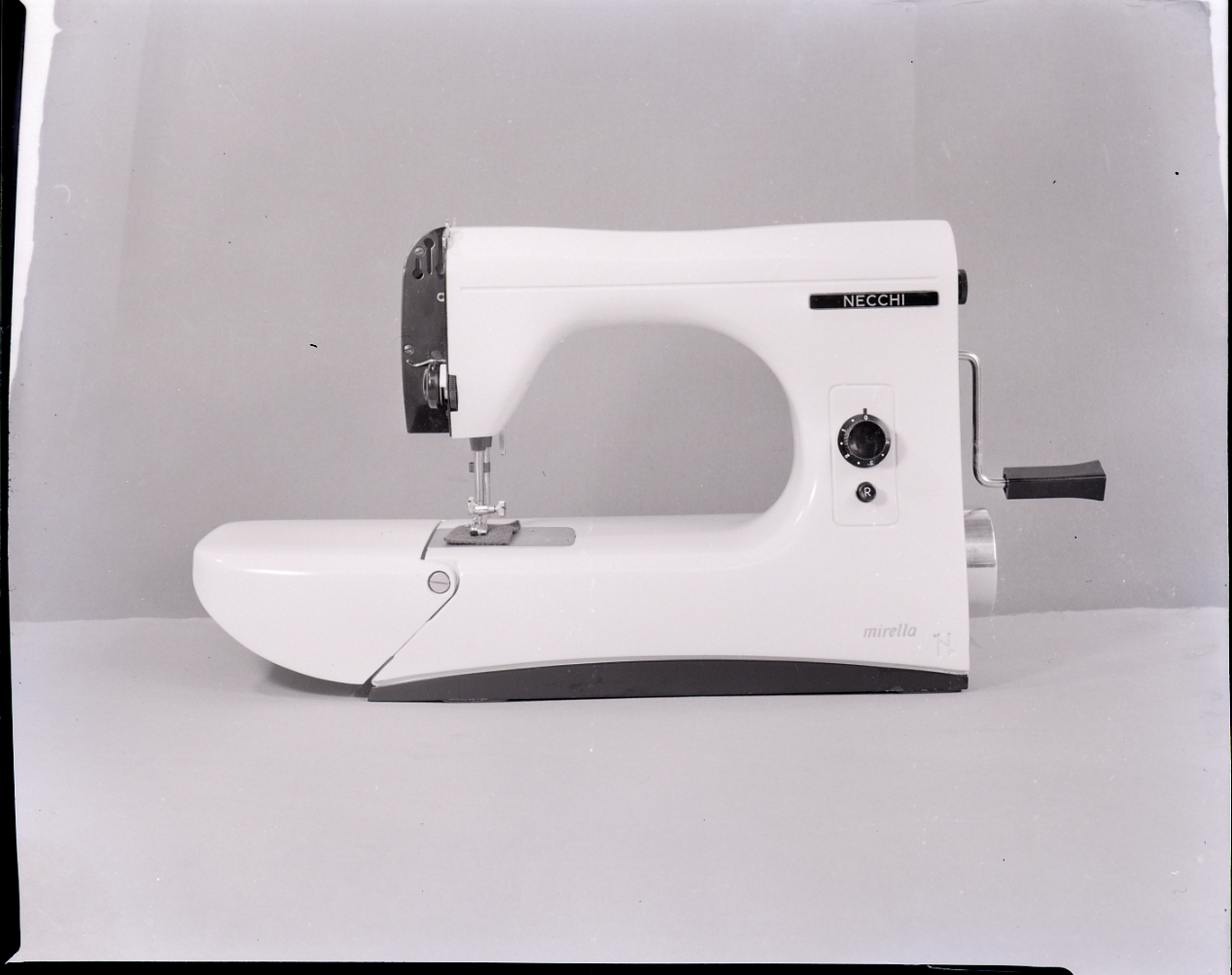
Symaskin Mirella som designats av Marcello Nizzoli för V. Necchi Spa.
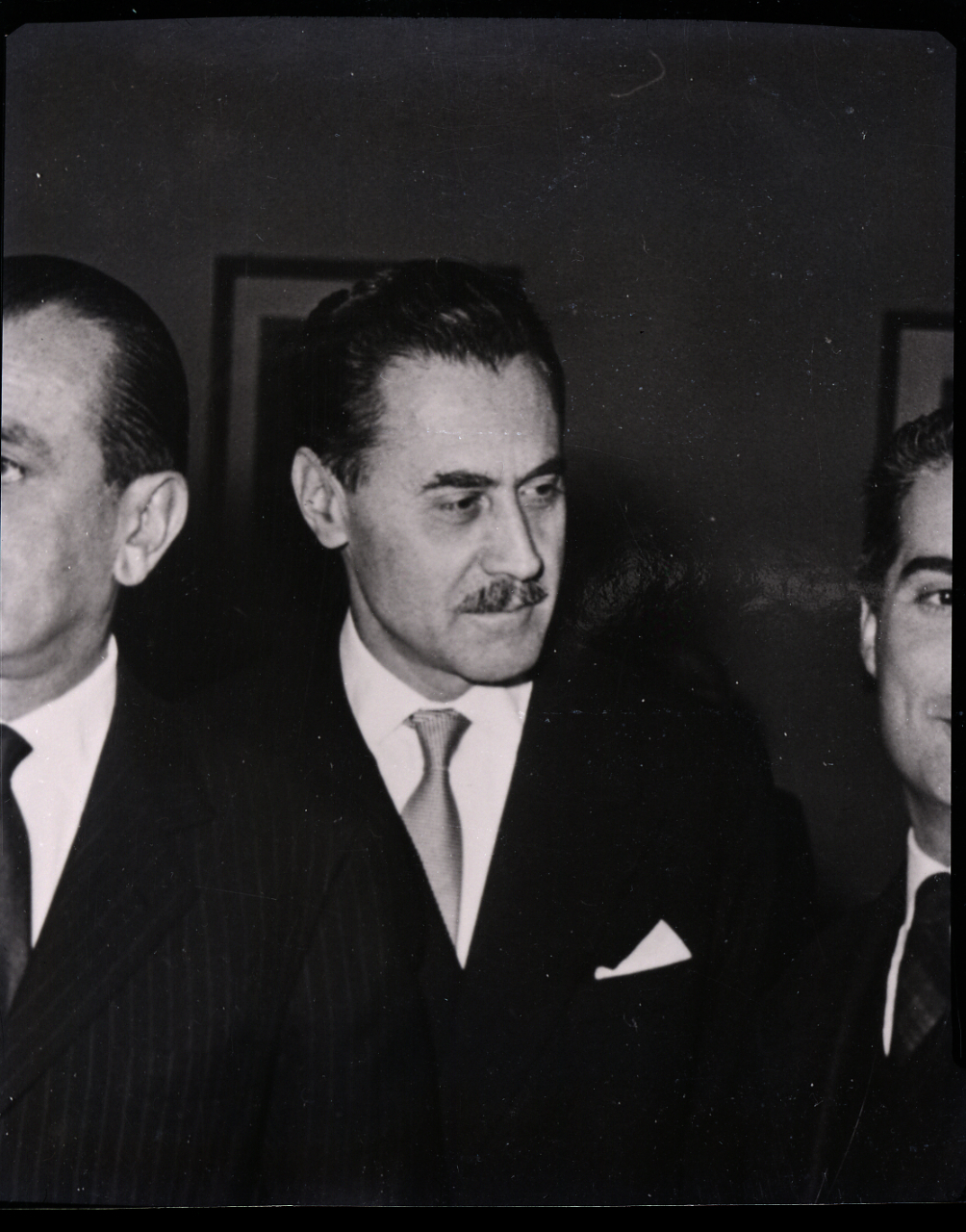
Franco Albini på Compasso d'Oro, Milano, cirka 1960.